# One on One (tour)
Il One on One Tour è il quattordicesimo tour solista del musicista inglese Paul McCartney, il quale ha incluso concerti nelle Americhe, Europa, Asia e Oceania.
Come ogni tour di McCartney, la scaletta contiene canzoni dall'era Beatles, Wings e dei lavori solisti. 

## Sviluppo e Panoramica
(Paul McCartney, 2017)
A febbraio 2016, McCartney confermò la sua presenza al Pinkpop Festival di Landgraaf nei Paesi Bassi e al Rock Werchter Festival di Werchter in Belgio.
L'annuncio del tour avvenne poco dopo la notizia della morte di George Martin, storico produttore dei Beatles; la prima parte del tour prevedeva vari concerti negli Stati Uniti, in nuove e vecchie città in cui McCartney era già stato.
Degno di nota è il concerto al BC Place di Vancouver, il quale venne interrotto quando il tetto dello stadio venne danneggiato da un incidente pirotecnico, il tutto fu compensato da 2 esibizioni alla Rogers Arena. Il concerto al Target Center invece verrà raddoppiato per richiesta del pubblico.
In Europa, Paul si esibì a Düsseldorf dopo 45 anni di assenza, seguita poi dal concerto a Monaco di Baviera e all'anfiteatro Waldbühne di Berlino.
Successivamente, McCartney apparve in numerose città europee: ad esempio all'O2 Arena di Praga e all'AccorHotels Arena di Parigi dove suonò le canzoni Michelle e A Hard Day's Night (l'ultima volta che fu suonata fu durante il 1965 US Tour dei Beatles).

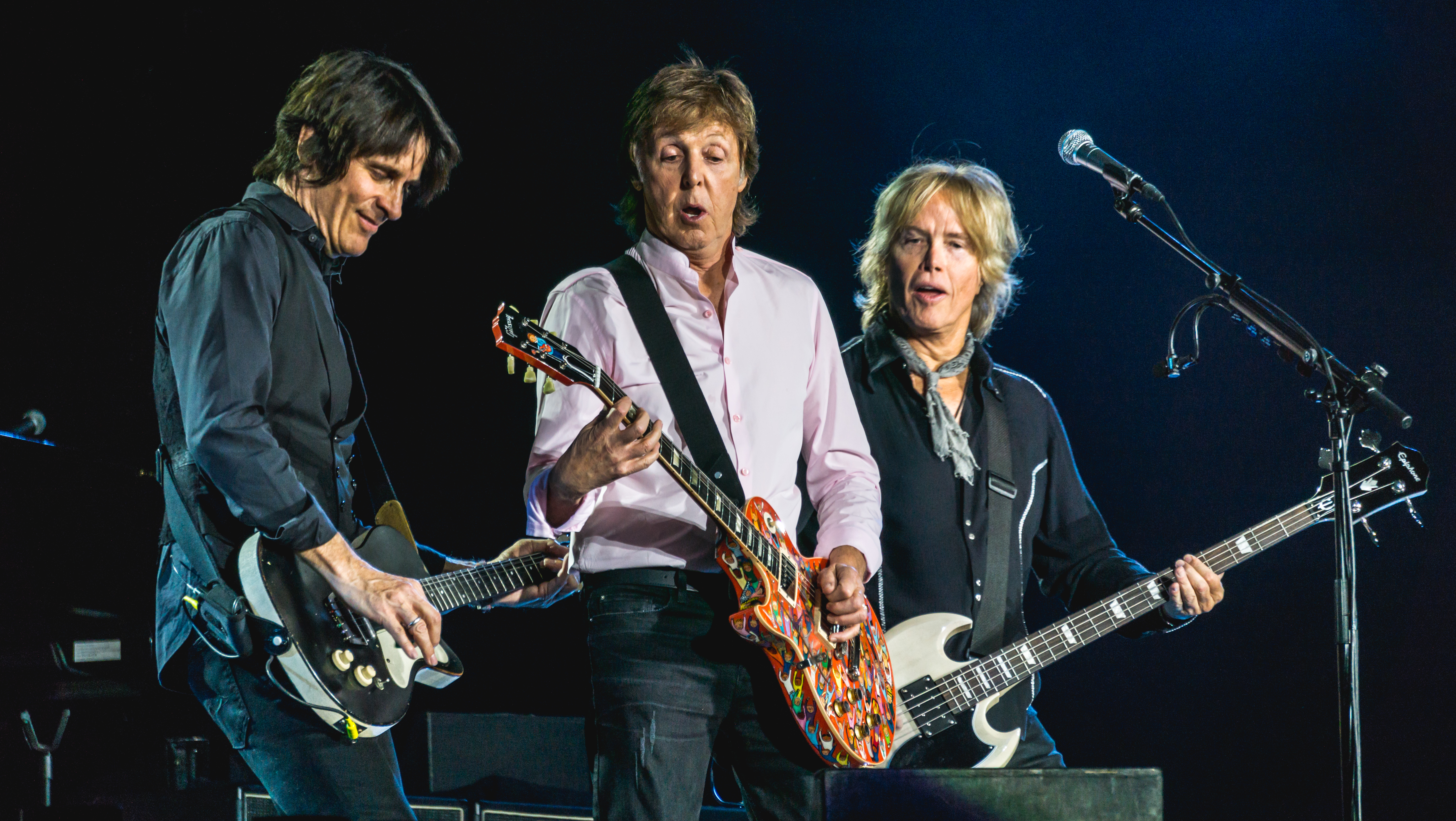
McCartney e la sua band sul palco

Il 17 luglio 2016, al Fenway Park di Boston, Bob Weir dai The Grateful Dead e Rob Gronkowski dai New England Patriots sono apparsi durante il segmento Encore esibendosi in una cover di Birthday. McCartney si esibì poi ad Hershey, e la data del concerto fu proclamata "Paul McCartney Day" insieme a una via cittadina e un'attrazione che furono intitolate a lui. Durante l'esibizione ad Hamilton McCartney suonò Mull of Kintyre e poi I Saw Her Standing There insieme a Jimmy Fallon.
Ai concerti americani seguenti la scaletta fu leggermente cambiata con il rimpiazzo di alcune canzoni e l'aggiunta di altre nuove come Why Don't We Do It In The Road?, Neil Young si esibì insieme a McCartney nella sezione Encore così come Rihanna che si unì esclusivamente per suonare FourFiveSeconds.
Il tour continuò per l'anno successivo, con concerti in Giappone, Messico, America Latina ed Australia.
La scaletta venne modificata ulteriormente con l'inclusione di vecchie e nuove canzoni come A Day in the Life e Give Peace a Chance della Plastic Ono Band che rimpiazzò The Fool on the Hill, inoltre il segmento Encore fu temporaneamente rimpiazzato da un medley delle canzoni.

## Personale

### Paul McCartney Band
- Paul McCartney – voce solista, basso, chitarra acustica, pianoforte, chitarra elettrica, ukulele
- Rusty Anderson – voce di supporto, chitarra elettrica, chitarra acustica
- Paul 'Wix' Wickens – voce di supporto, tastiere, chitarra elettrica, chitarra acustica, bongo, percussioni, armonica, fisarmonica
- Brian Ray – voce di supporto, chitarra elettrica, chitarra acustica
- Abe Laboriel Jr. – voce di supporto, batterie, percussioni

### Apparizioni/Ruoli di Supporto
- Bob Weir – voce di supporto, cori
- Rob Gronkowski – voce di supporto, cori
- Jimmy Fallon – voce di supporto, cori
- Neil Young – voce di supporto, chitarra ritmica
- Rihanna – voce solista

## Date del tour

### 2016

#### Nord America
| Data           | Città             | Paese       | Luogo                        |
| -------------- | ----------------- | ----------- | ---------------------------- |
| 13 Aprile 2016 | Fresno            | Stati Uniti | Save Mart Center             |
| 15 Aprile 2016 | Portland          | Stati Uniti | Moda Center                  |
| 17 Aprile 2016 | Seattle           | Stati Uniti | KeyArena                     |
| 19 Aprile 2016 | Vancouver         | Canada      | Rogers Arena                 |
| 20 Aprile 2016 | Vancouver         | Canada      | Rogers Arena                 |
| 30 Aprile 2016 | North Little Rock | Stati Uniti | Verizon Arena                |
| 2 Maggio 2016  | Sioux Falls       | Stati Uniti | Denny Sanford Premier Center |
| 4 Maggio 2016  | Minneapolis       | Stati Uniti | Target Center                |

#### America Latina
| 15 Maggio 2016 | Córdoba  | Argentina | Estadio Mario Alberto Kempes |
| 17 Maggio 2016 | La Plata | Argentina | Estadio Ciudad de La Plata   |

#### Europa
| 28 Maggio 2016 | Düsseldorf        | Germania        | Esprit Arena              |
| 30 Maggio 2016 | Parigi            | Francia         | AccorHotels Arena         |
| 2 Giugno 2016  | Madrid            | Spagna          | Estadio Vicente Calderón  |
| 10 Giugno 2016 | Monaco di Baviera | Germania        | Olympiastadion            |
| 12 Giugno 2016 | Landgraaf         | Paesi Bassi     | Megaland Landgraaf        |
| 14 Giugno 2016 | Berlino           | Germania        | Waldbühne                 |
| 16 Giugno 2016 | Praga             | Repubblica Ceca | O2 Arena                  |
| 24 Giugno 2016 | Bergen            | Norvegia        | Bergenhus Festning        |
| 27 Giugno 2016 | Herning           | Danimarca       | Jyske Bank Boxen          |
| 30 Giugno 2016 | Werchter          | Belgio          | Werchter Festival Grounds |

#### Nord America
| 8 Luglio 2016   | Milwaukee        | Stati Uniti | Marcus Amphitheater                  |
| 10 Luglio 2016  | Cincinnati       | Stati Uniti | U.S. Bank Arena                      |
| 12 Luglio 2016  | Filadelfia       | Stati Uniti | Citizens Bank Park                   |
| 17 Luglio 2016  | Boston           | Stati Uniti | Fenway Park                          |
| 19 Luglio 2016  | Hershey          | Stati Uniti | Hersheypark Stadium                  |
| 21 Luglio 2016  | Hamilton         | Canada      | FirstOntario Centre                  |
| 7 Agosto 2016   | East Rutherford  | Stati Uniti | MetLife Stadium                      |
| 9 Agosto 2016   | Washington, D.C. | Stati Uniti | Verizon Center                       |
| 10 Agosto 2016  | Washington, D.C. | Stati Uniti | Verizon Center                       |
| 13 Agosto 2016  | St. Louis        | Stati Uniti | Busch Stadium                        |
| 15 Agosto 2016  | Grand Rapids     | Stati Uniti | Van Andel Arena                      |
| 17 Agosto 2016  | Cleveland        | Stati Uniti | Quicken Loans Arena                  |
| 18 Agosto 2016  | Cleveland        | Stati Uniti | Quicken Loans Arena                  |
| 4 Ottobre 2016  | Sacramento       | Stati Uniti | Golden 1 Center                      |
| 5 Ottobre 2016  | Sacramento       | Stati Uniti | Golden 1 Center                      |
| 8 Ottobre 2016  | Indio            | Stati Uniti | Empire Polo Club                     |
| 13 Ottobre 2016 | Pioneertown      | Stati Uniti | Pappy & Harriet's Pioneertown Palace |
| 14 Ottobre 2016 | Indio            | Stati Uniti | Empire Polo Club                     |

### 2017

#### Asia
| 25 Aprile 2017 | Tokyo | Giappone | Nippon Budokan |
| 27 Aprile 2017 | Tokyo | Giappone | Tokyo Dome     |

#### Nord America
| 7 Luglio 2017     | Miami         | Stati Uniti | American Airlines Arena       |
| 10 Luglio 2017    | Tampa         | Stati Uniti | Amalie Arena                  |
| 13 Luglio 2017    | Duluth        | Stati Uniti | Infinite Energy Arena         |
| 15 July 2017      | Bossier City  | Stati Uniti | CenturyLink Center            |
| 17 Luglio 2017    | Oklahoma City | Stati Uniti | Chesapeake Energy Arena       |
| 19 Luglio 2017    | Wichita       | Stati Uniti | Intrust Bank Arena            |
| 21 Luglio 2017    | Des Moines    | Stati Uniti | Wells Fargo Arena             |
| 23 Luglio 2017    | Omaha         | Stati Uniti | CenturyLink Center Omaha      |
| 25 Luglio 2017    | Tinley Park   | Stati Uniti | Hollywood Casino Amphitheatre |
| 26 Luglio 2017    | Tinley Park   | Stati Uniti | Hollywood Casino Amphitheatre |
| 11 Settembre 2017 | Newark        | Stati Uniti | Prudential Center             |
| 12 Settembre 2017 | Newark        | Stati Uniti | Prudential Center             |
| 15 Settembre 2017 | New York City | Stati Uniti | Madison Square Garden         |
| 17 Settembre 2017 | New York City | Stati Uniti | Madison Square Garden         |
| 19 Settembre 2017 | Brooklyn      | Stati Uniti | Barclays Center               |
| 21 Settembre 2017 | Brooklyn      | Stati Uniti | Barclays Center               |
| 23 Settembre 2017 | Siracusa      | Stati Uniti | Carrier Dome                  |
| 26 Settembre 2017 | Uniondale     | Stati Uniti | Nassau Coliseum               |
| 27 Settembre 2017 | Uniondale     | Stati Uniti | Nassau Coliseum               |
| 1 Ottobre 2017    | Detroit       | Stati Uniti | Little Caesars Arena          |

#### America Latina
| 13 Ottobre 2017 | Porto Alegre      | Brasile | Estádio Beira-Rio         |
| 15 Ottobre 2017 | San Paolo         | Brasile | Allianz Parque            |
| 17 Ottobre 2017 | Belo Horizonte    | Brasile | Estádio Mineirão          |
| 20 Ottobre 2017 | Salvador          | Brasile | Itaipava Arena Fonte Nova |
| 28 Ottobre 2017 | Città del Messico | Messico | Estadio Azteca            |

#### Oceania
| 2 Dicembre 2017  | Perth     | Australia     | nib Stadium         |
| 5 Dicembre 2017  | Melbourne | Australia     | AAMI Park           |
| 6 Dicembre 2017  | Melbourne | Australia     | AAMI Park           |
| 9 Dicembre 2017  | Brisbane  | Australia     | Suncorp Stadium     |
| 11 Dicembre 2017 | Sydney    | Australia     | Qudos Bank Arena    |
| 12 Dicembre 2017 | Sydney    | Australia     | Qudos Bank Arena    |
| 16 Dicembre 2017 | Auckland  | Nuova Zelanda | Mount Smart Stadium |

## Scaletta
1. A Hard Day's Night (Beatles)
2. Save Us / Junior's Farm (solista)
3. Can't Buy Me Love (Beatles)
4. Letting Go / Jet (Wings)
5. Temporary Secretary (solista) / All My Loving / Drive My Car (Beatles)
6. Let Me Roll It (Wings)
7. I've Got a Feeling (Beatles)
8. My Valentine (Beatles)
9. Nineteen Hundred and Eighty-Five (Wings)
10. Here, There and Everywhere (Beatles)
11. Maybe I'm Amazed (solista)
12. We Can Work It Out / I've Just Seen a Face (Beatles)
13. In Spite of All the Danger (The Quarrymen)
14. You Won't See Me (Beatles)
15. Love Me Do (Beatles)
16. And I Love Her (Beatles)
17. Blackbird (Beatles)
18. Here Today (solista)
19. Queenie Eye (solista)
20. New (solista)
21. The Fool on the Hill (Beatles)
22. Lady Madonna (Beatles)
23. FourFiveSeconds (solista)
24. Eleanor Rigby (Beatles)
25. I Wanna Be Your Man (Beatles)
26. Being for the Benefit of Mr. Kite! (Beatles)
27. Something (Beatles)
28. A Day in the Life (Beatles) / Give Peace a Chance (Plastic Ono Band)
29. Ob-La-Di, Ob-La-Da (Beatles)
30. Band on the Run (Wings)
31. Back in the U.S.S.R. (Beatles)
32. Let It Be (Beatles)
33. Live and Let Die (Wings)
34. Hey Jude (Beatles)

Segmento Encore
1. Yesterday (Beatles)
2. Sgt. Pepper's Lonely Hearts Club Band (Reprise) (Beatles)
3. Hi, Hi, Hi (solista) / Get Back (Beatles) / Mull of Kintyre (solista)
4. Birthday / I Saw Her Standing There / Helter Skelter (Beatles)
5. Golden Slumbers / Carry That Weight / The End (Beatles)

Sono poi presenti scalette alternative per le esibizioni al Pinkpop Festival, Rock Werchter, Desert Trip di Indio (con 2 versioni alternative), Pappy & Harriet's Pioneertown Palace e Nippon Budokan.